# Каргинов, Сергей Генрихович
Сергей Генрихович Каргинов (род. 5 сентября 1969, Вологда) — депутат Государственной Думы VI и VII созывов от партии ЛДПР.
Из-за вторжения России на Украину, находится под международными санкциями Евросоюза, США, Великобритании и ряда других стран

## Краткая биография
Сергей Каргинов родился 5 сентября 1969 года в городе Вологда, СССР.
В период с 1987 по 1989 год проходил службу в армии.
В 2003 году был избран депутатом по списку ЛДПР Законодательного собрания Вологодской области.
В 2005 году окончил Институт мировых цивилизаций по специальности «юриспруденция».
В декабре 2011 года избрался депутатом Госдумы шестого созыва в составе федерального списка кандидатов от ЛДПР (Вологодская область).
В 2014 году участвовал от ЛДПР в выборах губернатора Вологодской области, занял 3-е место с 10,34 %.
В сентябре 2016 года вновь избран депутатом Государственной Думы седьмого созыва по общефедеральной части федерального списка кандидатов от ЛДПР. Изначально был членом комитета по аграрным вопросам, с 17 июля 2018 года — зампред комитета по региональной политике и проблемам Севера и Дальнего Востока.
В ноябре 2015 года, в преддверии выборов в Государственную Думу седьмого созыва, возглавил Управление организационно-партийной работы ЦА ЛДПР. С 2016 года — первый заместитель руководителя Центрального Аппарата ЛДПР.

## Награды
- Медаль «МПА СНГ. 25 лет» (27 марта 2017 года, Межпарламентская ассамблея СНГ) — за заслуги в деле развития и укрепления парламентаризма, за вклад в развитие и совершенствование правовых основ функционирования Содружества Независимых Государств, укрепление международных связей и межпарламентского сотрудничества[10].